# Staronovgorodský dialekt
Staronovgorodský dialekt (též staronovgorodština či krivičský dialekt; rusky древненовгородский диалект drěvněnovgoródskiy dialékt) je označení zavedené ruským lingvistou Andrejem Anatoljevičem Zalizňakem pro slovanský jazyk používaný v Novgorodu a okolí od 11. do 15. století. 
Záznamy tohoto jazyka se dochovaly v mnoha nápisech na březové kůře nalezených od poloviny 20. století. Dodnes se těchto záznamů objevilo kolem tisíce.
Dialekt má zvláštní jazykové prvky, které se nevyskytovaly v žádném jiném soudobém slovanském jazyce. Proto někteří jazykovědci označují tento jazyk jako součást dnes vymřelé větve severoslovanských jazyků.

## Lingvistické znaky
Krátké texty na březové kůře jsou psány ve zvláštním slovanském jazyce, který má (kromě překvapivě malého církevního vlivu) několik lingvistických prvků, které nejsou známy v žádném jiném slovanském jazyce:
- 1. pád jednotného čísla podstatných jmen byl zakončen na -e (namísto -ъ v ostatních slovanských jazycích), např. brate "bratr" (v moderní ruštině brat)
- druhá palatalizace, typická pro všechny ostatní slovanské jazyky (ačkoli u východoslovanských jazyků poněkud zastřená následným vývojem), zde vůbec neproběhla, takže např. 3.p. jednotného čísla praslovanského *rěka ("řeka") zde bylo rěkě a nikoli očekávané rěcě.
- původní *kv, *gv zůstaly zachovány (jako v západoslovanských jazycích), tudíž změna na cv, zv před předními samohláskami (typická pro východoslovanské jazyky) zde neproběhla. Např. staronovgorodské květ ("barva"), gvězda ("hvězda") oproti ruskému cvet, zvezda.
- třetí palatalizace hlásky [x] ("ch") neproběhla, tudíž kořen vьx ("vše") zůstal nezměněn (srovnej ruské vs).

Pravopis tohoto jazyka je také silně neobvyklý.